# En nu ga je dansen klootzak
En nu ga je dansen klootzak is een single van de Nederlandse dj DJ Chuckie in samenwerking met in samenwerking met rappers Lloyd, QF en Big Mic and Immoralis uit 2005. 

## Achtergrond
En nu ga je dansen klootzak is geproduceerd door DJ Chuckie, Fabian Lenssen en Patrick Arvai. Het is een nederhoplied dat gaat over dansen. Het lied is ontstaan nadat DJ Chuckie bij een optreden zag dat mensen ruzie aan het maken waren en riep:"en nu gaan jullie dansen in plaats van vechten klootzakken". Het gebruik van het scheldwoord "klootzak" werd niet overal gewaardeerd. Het lied werd gecensureerd gedraaid bij radiozender FunX nadat de Bond tegen het vloeken een klacht had ingediend over het gebruik van het scheldwoord in het lied. Bij de gecensureerde versie is het scheldwoord niet te horen. Het lied was het officiële themalied van de Dirty Dutch Tour van Chuckie.
De single werd uitgebracht met een viertal remixen op de single. De eerste remix was een New Skool remix door DJ Busy en Pila, de tweede een hardstyle mix door Pila, de derde een remix door Silvio Ecomo en de laatste een Old Skool versie door DJ Chuckie zelf.

## Hitnoteringen
De artiesten hadden enig succes met het lied in de Nederlandse hitlijsten. Het kwam tot de negentiende positie in de Single Top 100 en het was negen weken in deze hitlijst te vinden. De piekpositie in de Top 40 was de dertigste plaats. Het stond drie weken in deze lijst.